# Миеркани (Арђеш)
Миеркани (рум. Miercani) насеље је у Румунији у округу Арђеш у општини Уда. Oпштина се налази на надморској висини од 471 m.

## Становништво
Према подацима из 2002. године у насељу је живело 181 становника, од којих су сви румунске националности.